# 根室国

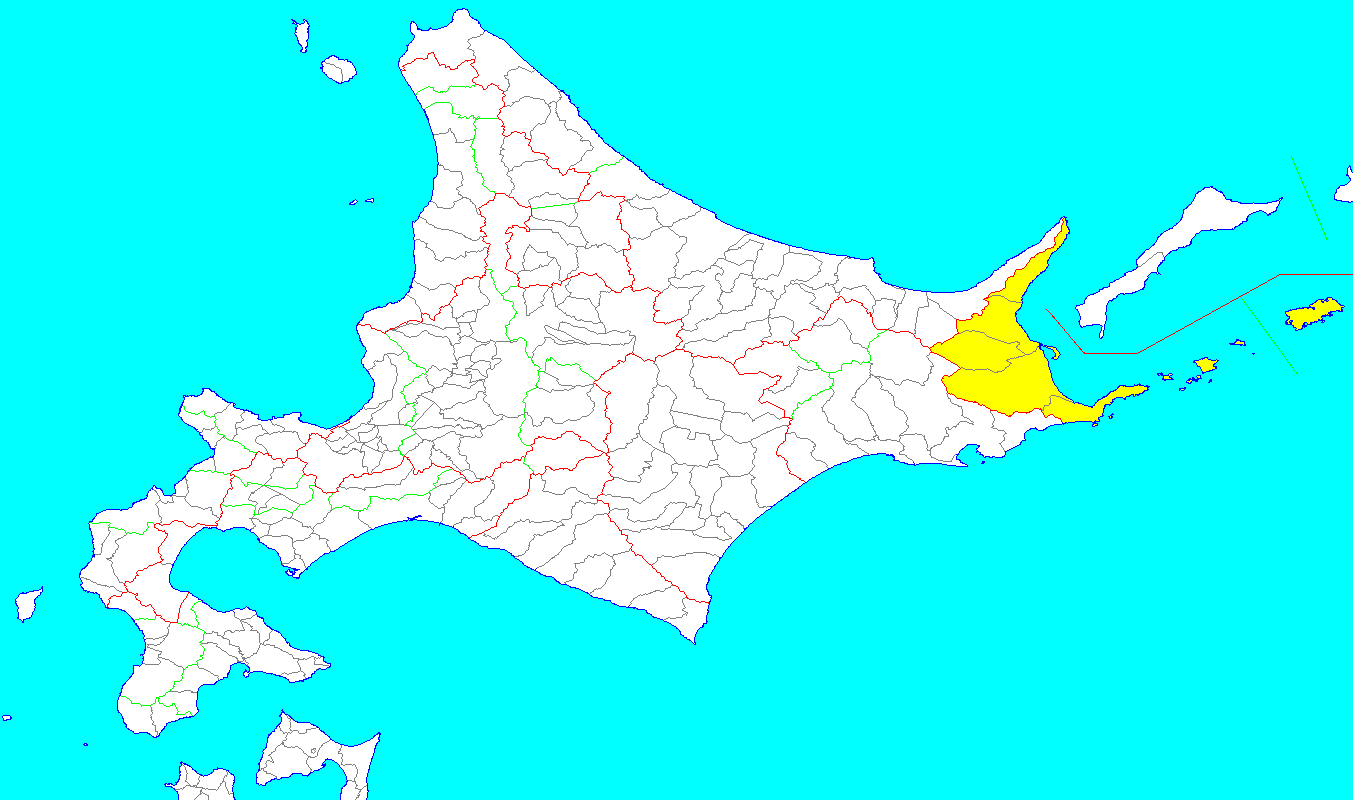
根室国の範囲（1869年8月15日）

根室国（ねむろのくに）は、大宝律令の国郡里制を踏襲し戊辰戦争（箱館戦争）終結直後に制定された日本の地方区分の国の一つで、五畿八道のうち北海道 (令制)に含まれた。根室はもと「ねもろ」と読んだ。道東に位置し、領域は当初、現在の根室振興局管内の北海道本島部分と南クリル管区が管轄する歯舞群島および色丹島で構成されていた。

## 沿革

### 国郡制定前の歴史
飛鳥時代の斉明天皇のころ阿倍比羅夫が樺太で征討した粛慎（『日本書紀』）は、当時根室国域にも及んでいたオホーツク文化圏に属する人たちと言われている。オホーツク文化は平安時代前期ころ擦文文化の影響を強く受けたトビニタイ文化へと移行し鎌倉時代ころまで続いた。
鎌倉時代から室町時代にかけて、日の本と呼ばれる蝦夷（えぞ）が根室国域を含む北海道太平洋岸や千島国域におり、蝦夷沙汰職・蝦夷管領はこれを統括していた（『諏訪大明神絵詞』）。
戦国時代から江戸時代にかけて、蝦夷の人々によって根室半島を中心にチャシ群が築かれている。
江戸時代に入ると、1615年（元和元年）から1621年（元和7年）ころにかけて、メナシ地方（現在の目梨郡羅臼町、標津町周辺）の蝦夷（アイヌ）が、100隻近い舟に鷲の羽やラッコの毛皮などを積み、松前に行き交易（ウィマム）したとの記録が松前藩の「新羅之記録」に記載されている。また根室国域には松前藩によって松前藩家臣の知行地としてネモロ場所が開かれていた。藩の出先機関の機能も兼ね備えた運上屋では、撫育政策としてオムシャなども行われた。当初はアッケシ場所に含まれたがキイタップ場所を経てネモロ場所となる。場所に関する制度の詳細は商場（場所）知行制および場所請負制の項を、漁場の状況については北海道におけるニシン漁史を参照。
江戸時代以前から明治時代初頭の交通について、陸上交通は、釧路国厚岸郡琵琶瀬から根釧国境を越え根室郡初田牛（現根室市）までの7里28町（30.5.km）、初田牛から花咲郡落石（現根室市）までの3里26町（14.6.km）、落石から根室郡根室（現根室市）までの6里2町（23.8.km）など沿岸部沿いに渡島国の箱館から千島国方面に至る道の途上にあたる東西を結ぶ陸路があった。万延元年には根室場所請負人藤野喜兵衛が幕命を受け昆布盛番屋（花咲郡昆布盛）の西方から北の根室郡厚別（あつしべつ、現在の野付郡別海町奥行）に向かう6里17町（25.4km）を新規に開削し、オンネトウの渡し場に長さ14間（25.5m）の橋梁がかけられた。これにより根室会所から厚別止宿所に至る9里10町（36.4km）の根室-厚別間道路が通じるようになった。このほか文化年間にはそれまで蝦夷の人々が利用していた道を標津からチライワツタリに至る8里(31.4km）、チライワツタリから根北国境のルチシ峠を越え北見国斜里郡ワツカオイに至る8里32町（34.9km）など3区間に分け、根室、釧路など三場所の蝦夷に請負わせ改修した斜里越も開削されている。また、釧路国厚岸郡姉別（現浜中町）から根釧国境を越え根室郡西別（昭和47年以後の野付郡別海町別海地区）に至る川船6里（23.6km）余の経路もあった。根室国内の河川には藩政時代から廃使置県までの間7箇所の渡船場数があり渡し船なども運行されていた。海上交通は、和人地や畿内･千島国などとの間に北前船の航路が開かれ根室などにも寄航していた。このほか、釧路国厚岸郡姉別から根室郡根室まで海上9里（35.3km）余の航路、根室郡根室から千島国国後郡泊まで海上16里（62.8.km）余の航路、根室郡西別から野付郡野付まで6里（23.6km）余の航路、野付郡野付から千島国国後郡泊まで海上4里（15.7.km）程の航路などが開かれていた。
18世紀には標津郡域にて養老牛温泉が発見されている。寛政元年、蝦夷（アイヌ）の人々が蜂起したクナシリ・メナシの戦い（寛政蝦夷蜂起）が勃発し、メナシ地方でも多くの和人が殺害された。後に乱の平定に尽力したアイヌ首長（お味方蝦夷）たちが松前に赴き、藩主にウィマムした。このとき彼らを題材とした夷酋列像が描かれている。同年、目梨郡域にて羅臼温泉が発見された。寛政4年には漂流民・大黒屋光太夫、磯吉、小市（根室で死亡）の3名を伴い、アダム・ラクスマンが通商を求め根室に来航。このころ、近藤重蔵や最上徳内などの幕吏によって北方探検が盛んに行われ根室は基地となっている。また、高田屋嘉兵衛によって航路の運営がされるなど本格的な蝦夷地経営が行われた。
江戸時代後期、根室国域は東蝦夷地に属していた。南下政策を強力に推し進めるロシアに備え、寛政11年東蝦夷地は公議御料（幕府直轄領）とされ、翌12年伊能忠敬が沿岸部を測量。文政4年には一旦松前藩領に復したものの、1854年（安政元年）、マシュー・ペリーが江戸湾に再来し、日米和親条約が締結されると、幕府は対外政策の見直しに迫られる。安政2年、蝦夷地も再び公議御料となり西別川の古川の河口からチャシコツ、ここからシカルンナイまでを結んだ線以北（標津郡域以北）には会津藩がホニコイに本営陣屋を、以南（野付郡域以南）は仙台藩が根室に出張陣屋を置き警固をおこなった。また、安政3 - 4年ころ知床半島（目梨郡域）の硫黄山が噴火している。安政6年になると6藩分領にともない、標津郡域以北は会津藩領、野付郡域以南は仙台藩領となったが、花咲郡域の島嶼部（歯舞群島と色丹島）は公議御料（仙台藩警固地）のままであった。

### 国郡制定後の沿革
- 1869年8月15日（明治2年7月8日） 根室国5郡が制定され、25村が属した。また、1870年7月から明治4年（1871年）8月ころにかけて東京府（1870年7月10日（明治3年6月12日）～同年12月1日（旧暦閏10月9日）花咲郡･根室郡･野付郡を領有）、寺院や士族などによって分領支配が行われる。
- 1871年（明治4年）5月根室出張開拓支庁が置かれる(翌年9月「根室支庁」に改称)
- 1881年（明治14年） 釧路国厚岸郡から昆布森村（こんぶもり）と落石村（おちいし）を移管され花咲郡に編入
- 1882年（明治15年）2月8日、廃使置県にともない根室県の所管となる。
- 1886年（明治19年）1月6日 根室県根室国花咲郡の一部であった色丹島を、新たに色丹郡として千島国へ編入[3]

## 領域
1869年（明治2年）の制定時の領域は、現在の北海道内の下記の区域に相当する。
- 色丹郡色丹村[* 3]
- 根室市の大部分（長節・昆布盛・浜松・落石東・落石西および別当賀の南部・初田牛の南部を除く[* 4]）
- 野付郡別海町
- 標津郡標津町・中標津町
- 目梨郡羅臼町

## 地名の由来
江戸時代の文献には、「子モロ」、「根諸」などの地名が現れているが、語源は不明である。根室国を命名した松浦武四郎による「知床日誌」は、アイヌ語のニ・ムイ（木・湾）を由来と比定する。ニムオロ（木の繁るところ）に由来するとする説もあり、根室市では、この説を採用している。この他、「ネムロコタン」（池のある集落）、「メム・オロ・ベツ」（泉池がある川）、「ニ・ム・オロ・ペッ」（木で塞がっているところにある川）など諸説ある。

## 国内の施設

### 神社
標津神社は天明年間の創建、金刀比羅神社と市杵島神社は文化年間に高田屋嘉兵衛による創建、野付神社と羅臼神社は安政年間の創建である。
- 根室郡 金刀比羅神社（根室市）
- 根室郡 市杵島神社（根室市）
- 野付郡 野付神社（野付郡別海町）
- 標津郡 標津神社（標津郡標津町）
- 目梨郡 羅臼神社（目梨郡羅臼町）

このうち金刀比羅神社の旧社格は県社である。

## 地域

### 郡
根室国は以下の5郡で構成された。
- 花咲郡 - 後に色丹島の色丹郡が分立（現在は消滅）
- 根室郡（現在は消滅）
- 野付郡
- 標津郡
- 目梨郡

### 江戸時代の藩
- 松前藩領、松前氏（1万石各→3万石各）1599年 - 1799年・1821年 - 1855年（根室場所）
- 仙台藩根室出張陣屋、1859年 - 1868年（根室場所のうち、後の野付郡、根室郡、島嶼を除く花咲郡に相当する地域）
- 会津藩シベツ表ホニコイ陣屋、1859年 - 1868年（根室場所のうち、後の標津郡、目梨郡に相当する地域）

分領支配時の藩
- 熊本藩領、1869年-1871年（標津郡、目梨郡）
- 仙台藩領、1871年（熊本藩領を引継）

※この他、分領支配時は寺社領、徳島藩士領、東京府領があった。

### 人口
1872年(明治5年)の調査では、人口832人を数えた。
その後次第に増加したものの、1886年の根室県で、1万7千人に留まっている（廃県置庁）

## 根室国の合戦
- 1789年：クナシリ・メナシの戦い（寛政蝦夷蜂起）